# 我们的动物邻居
《我们的动物邻居》是一部2019年中国大陆纪录片，是第四届北京纪实影像周的开幕影片。本片展现了北京城中各种动物如：雨燕、乌鸦、鸊鷉的生存实况。